# 581-es busz
Az 581-es jelzésű elővárosi autóbusz Budapest, Kőbánya-Kispest és Üllő, Ipari Park között közlekedik. A járat az 580-as busz betétjárata, mely hosszabb útvonalon, Monor, autóbusz-állomásig közlekedik az Ipari Park érintése nélkül. A viszonylatot a MÁV Személyszállítási Zrt. üzemelteti.

## Útvonala
| Üllő, Ipari Park felé | Budapest, Kőbánya-Kispest felé |
| --- | --- |
| Budapest, Kőbánya-Kispest vá. – Keleti bejáró út – Ferihegyi repülőtérre vezető út – Vecsés, Fő út – – Üllő, Pesti út – Zöldmező utca – Üllő, Ipari Park vá. | Üllő, Ipari Park vá. – Zöldmező utca – Pesti út – – Vecsés, Fő út – Ferihegyi repülőtérre vezető út – Regina köz – Budapest, Kőbánya-Kispest vá. |
| Budapest, Kőbánya-Kispest vá. – Keleti bejáró út – Ferihegyi repülőtérre vezető út – Vecsés, Fő út – – Üllő, Pesti út – Zöldmező utca – Üllő, Ipari Park vá. | Vecsés, József utca vá. – Fő út – Ferihegyi repülőtérre vezető út – Regina köz – Budapest, Kőbánya-Kispest vá.                                   |

## Megállóhelyei
Az átszállási kapcsolatok között a Monorig közlekedő 580-as busz nincs feltüntetve.
| 0                                    | Budapest, Kőbánya-Kispest végállomás            | 28 | 20 | 68, 85, 85E, 93, 93A, 98, 98E, 132E, 136, 148, 151, 182, 182A, 184, 193E, 200E, 202E, 268, 282E, 284E 575, 576, 577, 578 S21 S36 G43 S50 G50 Z50 IC, sebesvonat, gyorsvonat, expresszvonat |
| 7                                    | Budapest, Ferihegy vasútállomás                 | 21 | 13 | 166, 200E, 236, 236A, 266 575, 576, 578 S50 Z50 IC, sebesvonat, gyorsvonat, expresszvonat                                                                                                  |
| 9                                    | Budapest, Repülőtér, D porta                    | 19 | 10 | 200E 575, 576, 578 |
| 10                                   | Budapest, Repülőtéri Rendőr Igazgatóság         | 18 | 9  | 200E 576, 578 |
| Budapest–Vecsés közigazgatási határa |                                                 |    |    | |
| 12                                   | Vecsés, OTP lakótelep                           | 16 | 7  | Helyi busz |
| 13                                   | Vecsés, Vörösmarty utca                         | 15 | 6  | Helyi busz |
| 14                                   | Vecsés, Anna utca                               | 14 | 5  | Helyi busz 575 |
| 16                                   | Vecsés, Iskola utca                             | 12 | 3  | Helyi busz |
| ∫                                    | Vecsés, József utca vonalközi induló végállomás | ∫  | 0  | |
| 19                                   | Kőolajvezeték Vállalat                          | 9  |    | |
| Vecsés–Üllő közigazgatási határa     |                                                 |    |    | |
| 23                                   | Üllő, Hatháza                                   | 5  |    | |
| 24                                   | Üllő, Baross utca                               | 4  |    | |
| 26                                   | Üllő, városháza                                 | 2  |    | |
| 27                                   | Üllő, Wesselényi utca                           | 1  |    | |
| 28                                   | Üllő, Ipari Park végállomás                     | 0  |    | |